# Senec
Senec (węg. Szenc) – miasto powiatowe położone w kraju bratysławskim w południowo-zachodniej Słowacji. Miasto jest znane jako centrum turystyki i rozrywki. Pierwsza wzmianka o miejscowości pochodzi z 1252 roku.

## Położenie
Miasto leży 25 kilometrów na północny wschód od Bratysławy oraz niecałe 3 km od autostrady D1.

## Sport
W miejscowości corocznie odbywają się Mistrzostwa Słowacji w piłce nożnej plażowej. W ostatniej edycji tytuł mistrza obronił Artful BSC Bratysława.
- FC Senec - klub piłkarski

## Miasta partnerskie
- Mosonmagyaróvár
- Parndorf
- Senj